# Simon Dumont
Simon Francis Dumont (* 9. Juli 1986 in Bethel, Maine) ist ein professioneller US-amerikanischer Freestyle-Skier.

## Karriere
Erste Wettkämpfe bestritt Dumont im Jahr 2003, als er beim Whistler Invitational Superhit gewann und am US Open auf den vierten Platz fuhr.
2004 überraschte Dumont die Zuschauer, indem er bei den Winter X Games die Goldmedaille in der Superpipe gewann und sich in weiteren bedeutenden Wettkämpfen gut klassieren konnte.
In der Saison 2005 konnte Dumont wiederum die Goldmedaille in der Superpipe bei den Winter X Games gewinnen und sich so den Ruf als bester Superpipe-Fahrer sichern. In weiteren Disziplinen der X Games wurde er Zweiter und Vierter.
Während Dreharbeiten in Park City, Utah, sprang Dumont bei einer Gap, die etwa 30 Meter lang war, weitere 30 Meter zu weit, wodurch er sich einen dreifachen Beckenbruch und einen Milzriss zuzog. Acht Wochen nach diesem schweren Unfall konnte Dumont wieder Skifahren.
Bei den X Games 2007 klassierte sich Dumont in der Superpipe auf dem zweiten Platz hinter Tanner Hall. Zudem erreichte er beim größten europäischen Freestyleevent, freestyle.ch in Zürich (Schweiz), den 1. Platz in der Crossoversession und den 3. Platz im Freeskifinale. Er ist der erste Freeskier, der die Crossoversession gewinnen konnte. Dies erreichte er mit einem Double Front Flip (doppelter Vorwärtssalto) im Finale.
2008 landete Simon Dumont bei den X Games in der Superpipe erneut auf Platz zwei hinter seinem alten Rivalen Tanner Hall. Das Ergebnis der Jugdes wurde vom Publikum größtenteils mit Unverständnis und „Buh“-Rufen kommentiert.
Am 11. April 2008 stellt er mit 35 Fuß bzw. 10,67 Meter einen neuen Weltrekord für den höchsten Sprung in einer Quarterpipe auf.
Bei den Winter X Games 2009 belegte er den dritten Platz in der Superpipe-Wertung und gewann anschließend Gold im Big-Air-Wettbewerb vor Superstar Jon Olsson.